# Міка (футбольний клуб)
Футбольний клуб «Міка» (вірм. «Միկա» Ֆուտբոլային Ակումբ, Mika Futbolayin Akumb) — колишній вірменський футбольний клуб із міста Аштарака, заснований 1999 року. Виступав у вірменській Прем'єр-лізі. Свої домашні матчі клуб проводив у Єревані

## Досягнення
Кубок Вірменії:
- Володар кубка (6): 2000, 2001, 2003, 2005, 2006, 2011
- Фіналіст кубка (2): 2015, 2016

Суперкубок Вірменії:
- Володар кубка (2): 2006, 2012
- Фіналіст кубка (4): 2002, 2004, 2007, 2015

## Виступи в єврокубках
| Сезон   | Змагання        | Раунд | Клуб               | 1-а гра | 2-а гра | В сукупності |
| ------- | --------------- | ----- | ------------------ | ------- | ------- | ------------ |
| 2000–01 | Кубок УЄФА      | КР    | Рапід Бухарест     | 0–3     | 1–0     | 1–3          |
| 2001–02 | Кубок УЄФА      | КР    | Брашов             | 1–5     | 0–2     | 1–7          |
| 2004–05 | Кубок УЄФА      | 1КР   | Будапешт Гонвед    | 0–1     | 1–1     | 1–2          |
| 2005–06 | Кубок УЄФА      | 1КР   | Майнц 05           | 0–4     | 0–0     | 0–4          |
| 2006–07 | Кубок УЄФА      | 1КР   | Янг Бойз           | 1–3     | 0–1     | 1–4          |
| 2007–08 | Кубок УЄФА      | 1КР   | МТК                | 1–2     | 1–0     | 2–2          |
| 2007–08 | Кубок УЄФА      | 2КР   | Артмедія Петржалка | 2–1     | 0–2     | 2–3          |
| 2008    | Кубок Інтертото | 1Р    | Тирасполь          | 2–2     | 0–0     | 2–2          |
| 2009–10 | Ліга Європи     | 1КР   | Гельсінгборг       | 1–3     | 1–1     | 2–4          |
| 2010–11 | Ліга Європи     | 2КР   | Работнічкі         | 0–1     | 0–0     | 0–1          |
| 2011–12 | Ліга Європи     | 2КР   | Волеренга          | 0–1     | 0–1     | 0–2          |
| 2013–14 | Ліга Європи     | 1КР   | Рудар Плєвля       | 0–1     | 1–1     | 1–2          |
| 2014–15 | Ліга Європи     | 1КР   | Спліт              | 0–2     | 1–1     | 1–3          |